# Mircea Steriade
Mircea Steriade, né le 20 août 1924 à Bucarest, mort le 14 avril 2006 à Montréal, est un professeur de médecine et neurophysiologiste québécois,,.

## Honneurs
- 1965 - Médaille Claude-Bernard de l'Université de Paris
- 1991 - Prix Marie-Victorin
- 1994 - Membre de la Société royale du Canada
- 2002 - Membre émérite de l'Acfas